# محمد جزولی

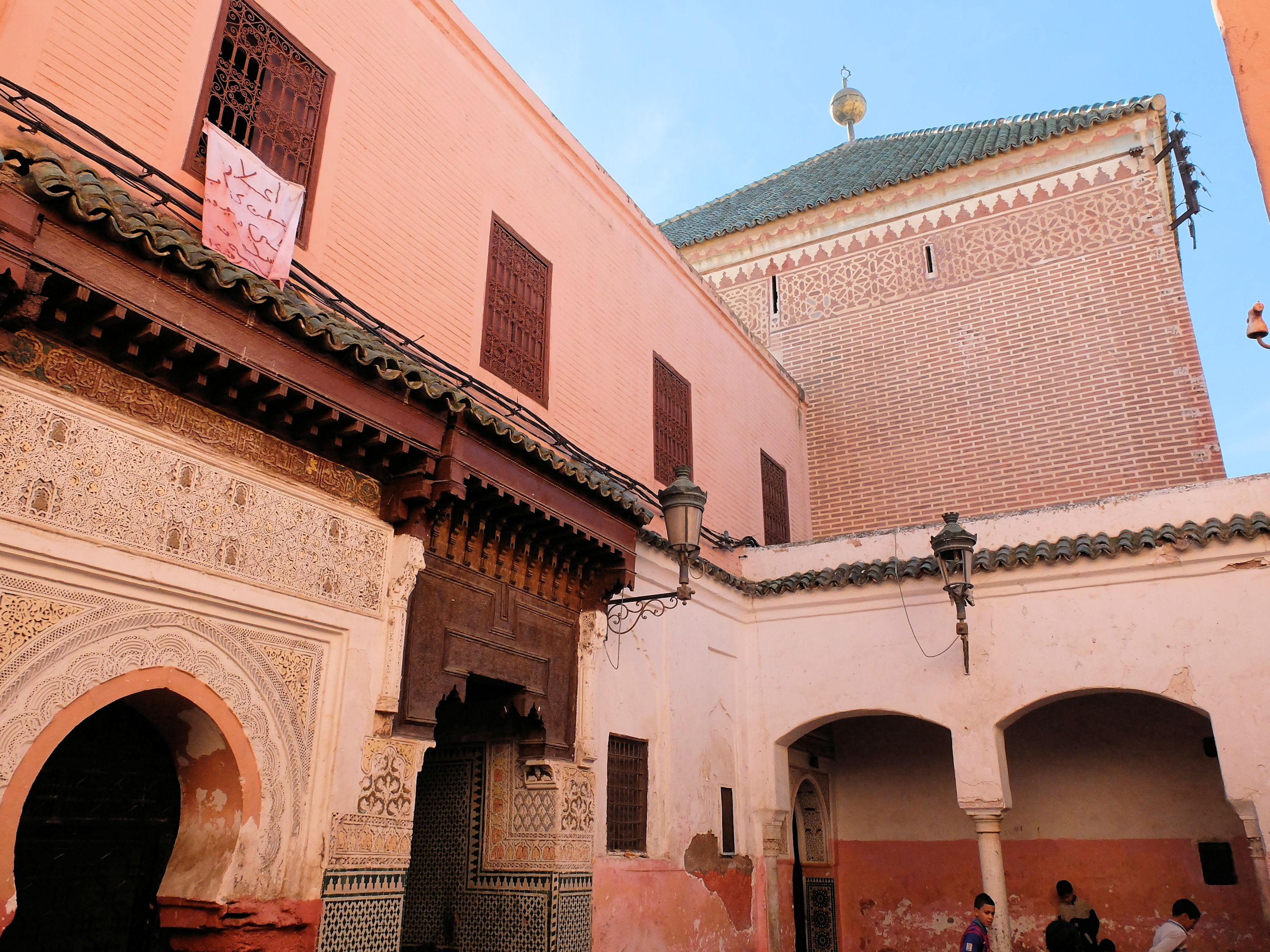
ضلع شمالی زاویه سیدی محمد بن سلیمان الجزولی

محمد جزولی صوفی و فقیه قرن نهم بوده‌است. . شاخه جزولیه، از طریقت شاذلیه، به او منسوب است.

## جزولی در لغت‌نامه دهخدا
شیخ محمدبن سلیمان بن ابی بکر مکنی به ابوعبداﷲ.
وی از مشاهیر علما و بزرگان حسنی بود.
او راست کتابی مشهور بنام: دلائل الخیرات و شوارق الانوار فی الصلاة علی النبی المختار.
(از ریحانة الادب) (از قاموس الاعلام ترکی).
در معجم المطبوعات سلسله نسب وی بکمال تر بدین صورت آمده: محمدبن عبدالرحمان بن ابی بکرسلیمان سملالی از سادات حسنی بود.
همچنین اضافه می‌کند که صاحب ترجمه مردی فقیه بود و در تصوف تألیفاتی داشت.
برخی در حق او گفته‌اند: وی نخبهٔ دهر و وحید عصر خود بشمار می‌رفت.
او شریعت را که در غرب رو به نیستی می‌نهاد زنده کرد و نور حقیقت را که رو به خاموشی بود چون خورشید نورانی کرد.

## آثار
- دلایل الخیرات
- حزب الفلاح، دعایی که چند نسخه خطی از آن موجود است
- حزب الجزولی، نیز معروف به حزب سُبحان الدائم لایزول، که به زبان بومی و محلی مراکش نوشته شده‌است